# Белинфанте, Фрида
Фрида Белинфанте (нидерл. Frieda Belinfante; 10 мая 1904, Амстердам, Нидерланды —  5 марта 1995, Санта-Фе, Нью-Мексико, США) — нидерландская виолончелистка и дирижёр, первая женщина — постоянный дирижёр профессионального оркестра, участница движения Сопротивления.
Белинфанте происходила из сефардской еврейской семьи. Отец Арон (Ари) Белинфанте (1870—1924), был пианистом и учителем музыки. Мать, Георгина Антуанетта Гессе в основном занималась детьми.
Фрида Белинфанте с девяти лет играла на виолончели, а в шестнадцать впервые выступила перед публикой. В 1921 году Фрида Белинфанте познакомилась с Генриеттой Босманс, женщиной девятью годами старше неё, пианисткой и композитором. С 1922 года Белинфанте и Босманс стали парой, их отношения не были секретом для друзей. Гомосексуальные контакты стали уголовно наказуемыми в Нидерландах в 1911 году с введением статьи 248-бис. Эта статья распространялась как на мужчин, так и на женщин старше 21 года, вступающих в половую связь с несовершеннолетними своего пола в возрасте от 16 лет до 21 года. Фриде Белинфанте в 1922 году было 18, Генриетте Босманс — 27, то есть Босманс подпадала под действие этой статьи, но они не прекратили свои отношения, несмотря на угрозу уголовного преследования. Фрида говорила:.

Я не была осторожна. Я всегда говорила: я могу это, я хочу попробовать.
Фрида много времени уделяла занятиям музыкой, что, по мнению Генриетты, свидетельствовало об ограниченности её таланта: Генриетта считала, что большому таланту не подобает заниматься столь интенсивно.
В 1924 году Белинфанте становится солисткой Харлемского оркестра, затем выступает в составе камерного трио. В 1929 году их отношения с Босманс завершились, а в 1930 году Белинфанте вышла замуж за флейтиста Йохана Фелткампа. Фелткамп знал о любви Фриды к женщинам, однако он настолько восхищался ею, что даже осознание невозможности интимной близости не помешало ему сделать предложение, а ей — его принять. Под влиянием Фелткампа Фрида начала дирижировать: Фелткамп был посредственным дирижёром, и Фрида решила превзойти его в мастерстве на этом поприще. Их брак просуществовал до 1936 года.
В 1938 году созданный Белинфанте оркестр выступил в знаменитом амстердамском Концертгебау, сама же она становится первой женщиной — постоянным дирижёром профессионального оркестра, выигрывает престижный дирижёрский конкурс в Швейцарии и получает почетное приглашение дирижировать оркестром романской Швейцарии.

Я всегда была борцом и никогда не довольствовалась словом «нет». Когда что-то было невозможно в тот или иной момент, я всегда отвечала: «Посмотрим».
После оккупации Нидерландов оркестр Белинфанте был распущен, так как слишком многие его члены были евреями. Белинфанте — еврейка только по отцу — могла, в порядке исключения, пройти регистрацию в нацистском Отделе по делам культуры и продолжить легально заниматься музыкой, но отказалась это сделать и продолжала, вплоть до начала 1942 года, выступать перед еврейской публикой с еврейскими и нееврейскими музыкантами. 27 марта 1943 года группа подпольщиков, в которую входили в том числе Белинфанте и Арондеус, организовала нападение на амстердамский Отдел регистрации населения, в котором хранилась информация о евреях, уклонистах и противниках режима. Гитлеровцам удалось захватить некоторых из подпольщиков, и они были впоследствии казнены. Самой Фриде Белинфанте, хоть она и не принимала непосредственного участия в этой операции, пришлось несколько месяцев прожить под мужским именем, скрываясь от преследования. В конце 1943-го ей удается бежать в Швейцарию. Друзья Фриды были расстреляны, подруги — арестованы, депортированы или погибли. Её брат и его жена покончили с собой. Фрида осталась совершенно одна, а когда в лагере беженцев ей посчастливилось встретить знакомую, та отказалась делить с Фридой комнату из-за её гомосексуальности.

«Настоящую радость, которую я знала ребёнком, веру в людей и человечество я не смогла более обрести. Я встретила великолепных людей и только поэтому смогла жить дальше, только потому, что есть прекрасные люди. Есть красота, и красота человеческая, но её недостаточно…»
По окончании Второй мировой войны Белинфанте возвращается в Нидерланды, но быстро разочаровывается в том, что её там ожидало: для большинства жизнь продолжалась, как будто оккупации и коллаборационизма не было вообще. Белинфанте получает место дирижёра, но затем ей настоятельно рекомендуют от этого места отказаться: считалось, что профессия дирижёра — не женское дело… В 1947 году, в возрасте сорока трех лет, Фрида Белинфанте эмигрирует в США, где, начиная с 1954 года, становится дирижёром Orange County Philharmonic Orchestra (Калифорния). Спустя восемь лет, в 1962 году оркестр был распущен: официальной причиной была нежелательность конкуренции с лос-анджелесским филармоническим оркестром, неофициальной — гомосексуальность дирижёра.
Фрида Белинфанте скончалась от рака 26 апреля 1995 года.